# Sfântu Gheorghe (Covasna)
Sfântu Gheorghe (in ungherese Sepsiszentgyörgy , in tedesco Sankt Georgen, in yiddish סנט דזשארדזש‎?) è un municipio della Romania di 50 080 abitanti, capoluogo del distretto di Covasna, nella regione storica della Transilvania.
Fanno parte dell'area amministrativa anche le località di Chilieni e Coșeni.
La popolazione è costituita per il 75% da persone di origine Székely e di lingua ungherese.
Mentre la minoranza romena è prevalentemente ortodossa, tra la maggioranza di etnia magiara sono professate la religione cristiana evangelica (Calvinismo) e quella cattolico romana.

## Storia
Sfântu Gheorghe è una delle più antiche città della Transilvania, la cui esistenza è documentata fin dal 1332. Mentre era parte del Regno d'Ungheria, la città era un centro economico e amministrativo del comitato di Háromszék, territorio oggi diviso tra il distretto di Covasna e quello di Brașov.
Lo sviluppo economico di Sfântu Gheorghe ebbe inizio nella seconda metà del XIX secolo, con l'avviamento di imprese del settore tessile e della fabbricazione di sigarette. La città entrò a far parte della Romania dopo la prima guerra mondiale. Durante la seconda guerra mondiale ritornò a far parte dell'Ungheria per poi passare alla fine della medesima di nuovo alla Romania.

## Sport

### Impianti sportivi
L'impianto sportivo di riferimento è lo Stadio Sepsi Arena inaugurato nel 2021.

### Calcio
La squadra principale della città è il Sepsi OSK Sfântu Gheorghe, militante in Liga II.